# في القصص الخيالية
«في القصص الخيالية» هو مقال بقلم جي آر آر تولكين يناقش القصة الخيالية كشكل أدبي، كُتبت كمحاضرة بعنوان «قصص خيالية» لمحاضرة أندرو لانغ في جامعة سانت أندروز، في اسكتلندا، في 8 مارس 1939.
المقال مهم لأنه يحتوي على شرح تولكين لفلسفته حول الخيال والأفكار حول قصر النظر، علاوة على ذلك فإن المقال هو تحليل مبكر للخيال التأملي من قبل أحد أهم المؤلفين في هذا النوع، إلى جانب مقاله "بيوولف: الوحوش والنقاد" صُنف عمله الأكاديمي في عام 1936بالأكثر تأثيرًا.

## السياق الأدبي
جي آر آر تولكين كان عالم لغويات محترف ومؤلف روايات، بدءًا من كتاب الأطفال "الهوبيت" في عام 1937 الذي لم يكن ينوي كتابة تكملة له، كانت محاضرة أندرو لانغ مهمة لأنها جلبت له أن يوضح لنفسه وجهة نظره للقصص الخيالية كنوع أدبي شرعي، وليس مخصصًا للأطفال حصريًا، بحلول وقت المحاضرة كان الهوبيت قد أصبح شائعًا للغاية وبدأ تولكين العمل على تكملة.
كان تولكين من بين رواد هذا النوع المسمى الآن الخيال، كانت قصصه بالإضافة إلى قصص سي إس لويس من بين أول القصص التي أسست اتفاقية عالم أو عالم بديل كإعداد للخيال التخميني، معظم الأعمال السابقة من الخيال الرائع، مثل الخيال العلمي لـ إتش جي ويلز أو الرومانسية القوطية لماري شيلي، تم وضعه في عالم يمكن التعرف عليه من قبل المؤلف ولم يقدم سوى عنصر رائع واحد أو على الأكثر بيئة رائعة في عالم المؤلف، كما هو الحال مع هوارد فيليبس لافكرافت أو روبرت هوارد، خرج تولكين من هذا؛ كان عمله اسميًا جزءًا من تاريخ عالمنا ولكن لم يكن له صلة وثيقة بالتاريخ أو الأوقات المعاصرة التي كانت سلائفه.

## التاريخ
ابتكر تولكين المادة كمحاضرة بعنوان «القصص الخيالية»؛ ألقاها كمحاضرة أندرو لانغ في جامعة سانت أندروز في اسكتلندا في 8 مارس 1939.
ظهرت «القصص الخيالية» لأول مرة في الطباعة مع بعض التحسين في عام 1947 في مجلد فيستشريفت وهي مقالات مقدمة إلى تشارلز ويليامز جمعها سي إس لويس، نقل صديق لويس مع موظفي مطبعة جامعة أكسفورد من لندن إلى أكسفورد خلال حملة لندن الخاطفة في الحرب العالمية الثانية، سمح له ذلك بالمشاركة في تجمعات الإينكلينج مع لويس وتولكين، كان من المقرر تقديم حجم المقالات إلى ويليامز عند عودة موظفي مطبعة جامعة أكسفورد إلى لندن مع انتهاء الحرب إلا أن ويليامز توفي  فجأة في 15 مايو 1945وتم نشر الكتاب كمجلد تذكاري، المقالات المقدمة إلى تشارلز ويليامز لم تحظ باهتمام كبير وخرجت عن الطباعة بحلول عام 1955.
بدأ «القصص الخيالية» بحظي باهتمام أكبر في عام 1964عندما نُشر في "شجرة وورقة"، منذ ذلك الحين أعيد طبع "شجرة وورقة" عدة مرات وتمت إعادة طبع «القصص الخيالية» في مجموعات أخرى من أعمال تولكين مثل قارئ التولكين في عام 1966، على الرغم من أن تلك الطبعة تضررت بسبب سوء التدقيق. ظهرت مرة أخرى في قصائد وقصص عام 1980 وفي عام 1983 الوحوش والنقاد الآخرين، نُشرت «القصص الخيالية» بمفردها في طبعة موسعة عام 2008.

## موجز
ركز تولكين في المحاضرة على عمل أندرو لانغ كفلكلوري وجامع للقصص الخيالية، لم يوافق على إدراج لانغ على نطاق واسع في مجموعته القصص الخيالية (1889-1910) وحكايات المسافر وخرافات الوحش وأنواع أخرى من القصص، كان لدى تولكين منظور أضيق حيث شاهد القصص الخيالية مثل تلك الموجودة في "جنية"، عالم مسحور مع أو بدون جنيات كشخصيات، اختلف مع لانغ وماكس مولر في نظرياتهما حول تطوير القصص الخيالية التي اعتبرها التطور الطبيعي لتفاعل الخيال البشري واللغة البشرية، مقال «القصص الخيالية» هو محاولة لشرح نوع القصص الخيالية أو Märchen "المسيرة" والدفاع عنها، يميز Märchen "المسيرة" عن «حكايات المسافر» (مثل رحلات جاليفر) والخيال العلمي (مثل إتش جي ويلز آلة الزمن) وحكايات الوحش (مثل خرافات إيسوب وبيتر رابيت) وقصص الأحلام (مثل آليس في بلاد العجائب)، يدعي تولكين في المقال أن أحد محك الحكاية الخيالية الحقيقية هو أنه يتم تقديمها على أنها ذات مصداقية كاملة: "إنها على أي حال ضرورية لقصة خيالية حقيقية، تختلف عن توظيف هذا الشكل لأغراض أقل أو منقوصة، يجب تقديمها على أنها صحيحة ولكن نظرًا لأن القصة الخيالية تتعامل مع "الأعاجيب" فلا يمكنها تحمل أي إطار أو آلية تشير إلى أن الإطار الكامل الذي تحدث فيه هو نسج أو وهم، يؤكد تولكين أنه من خلال استخدام الخيال الذي يساويه بالخيال يمكن للمؤلف أن يجلب القارئ لتجربة عالم متسق وعقلاني بموجب قواعد أخرى غير قواعد العالم العادي، يسمي هذا «إنجازًا نادرًا للفن» ويلاحظ أنه كان مهمًا بالنسبة إليه كقارئ: "في القصص الخيالية تحدثت أولاً عن فاعلية الكلمات وعجائب الأشياء مثل الحجر والخشب والحديد والأشجار والعشب والبيت والنار أوالخبز والنبيذ، يقترح تولكين أن القصص الخيالية تسمح للقارئ بمراجعة عالمه من «منظور» عالم مختلف، يسمي تولكين هذا «التعافي»، بمعنى أن الافتراضات التي لا جدال فيها يمكن استردادها وتغييرها من منظور خارجي. ثانيًا، يدافع عن القصص الخيالية على أنها تقدم متعة هروب للقارئ، مبررًا هذا التشبيه: السجين ليس ملزمًا بالتفكير في أي شيء سوى الزنازين والحراس. وثالثًا، يقترح تولكين أن القصص الخيالية يمكن أن توفر العزاء الأخلاقي أو العاطفي من خلال نهايتها السعيدة، والتي يسميها «مأساة خرافية»، في الختام وكما تم توسيعه في الخاتمة فإنه يؤكد تولكين أن القصة الخيالية الجيدة والتمثيلية حقًا تتميز بالفرح: "الأقوى والأكثر إثارة هو تأثير [الفرح] في قصة جدية عن "جنية"، في مثل هذه القصص عندما يأتي "الدور" المفاجئ نحصل على لمحة ثاقبة عن الفرح ورغبة القلب التي تمر للحظة خارج الإطار وتمرر بالفعل شبكة القصة نفسها وتسمح ببريق، " يرى تولكين أن المسيحية تشارك وتحقق الطبيعة الأسطورية الشاملة للكون: "أود أن أغامر بالقول إنه عند الاقتراب من القصة المسيحية من هذا الاتجاه، لطالما كان شعوري (شعورًا مبهجًا) أن الله فدى الفاسدين المخلوقات والرجال بطريقة تتناسب مع هذا الجانب مثل الآخرين من طبيعتهم الغريبة، تحتوي الأناجيل على قصة خرافية أو قصة من نوع أكبر تحتضن كل جوهر القصص الخيالية، إنه يحتوي على العديد من الأعاجيب ومن بين الأعاجيب أعظم وأكمل الكارثة التي يمكن تصورها. ولادة المسيح هي نكبة تاريخ الإنسان، أما القيامة فهي نكهة قصة التجسد".

## تحليل
صرح الباحث في تولكين فيرلين فليجر أن «في القصص الخيالية» سيكون في قلب أبحاث تولكين لمجرد أنه شرح تولكين الخاص لفنه و«الخلق الفرعي» (في مصطلحاته) لعالم ثانوي، تضيف في وقت واحد أن الأمر أكثر من ذلك بكثير لأنه «تعليق مدرك بعمق على الاعتماد المتبادل بين اللغة والوعي البشري» وملخص مفيد لدراسة الفولكلور في ذلك الوقت وتحليل «مقنع» للأسطورة والقصة الخيالية و«حرفة الشاعر»، كتبت أنه أيضًا نص أساسي لدراسة «الأسطورة متعددة التكافؤ والرومانسية الملحمية والخرافية التي هي سيد الخواتم». من وجهة نظرها إلى جانب مقالته عام 1936 "بيوولف: الوحوش والنقاد" فإن المقال هو أكثر أعماله العلمية تأثيرًا، تعلق عالمة الفولكلور جولييت وود في كتابها رفيق لجاي آر آر تولكين على أن صورة غالادريل
تخلق مرآتها السحرية من خلال سكب الماء توضح مدى مركزية «إعادة صياغة خيالية للواقع» وكانت لنظرية الخيال التي طرحها تولكين في المقال، يشير كارل فيلبستيد الذي كتب أيضًا في رفيق إلى أن المقال يحاول الإجابة على ثلاثة أسئلة وهي؛ ما هي الحكايات الخيالية وأصولها وقيمتها وآخرها يتعلق بمفهوم تولكين عن العضلات. يجادل كلايد نورثروب بأنه من خلال المقال يخلق تولكين إطارًا من أربع صفات ضرورية لتفسير «الخيال التولكيني» أو كما أسماها «القصة الخيالية»، هذه هي الخيال (تباين السحر والعادة) والتعافي (كما يرى القارئ «سحر» الأشياء البسيطة في الحياة اليومية) والهروب (من العالم الأساسي) والعزاء («النهاية السعيدة»)، يقترح أنه يمكن تطبيقها على كل من تخيلات تولكين الخاصة بالأرض الوسطى مثل الهوبيت وسيد الخواتم وعلى أعمال المؤلفين الخياليين اللاحقين بما في ذلك ديفيد إدينجز وروجر زيلازني وستيفن آر دونالدسون وجي كيه رولينغ.